# Henry Holt & Company
Pour les articles homonymes, voir Holt.
Henry Holt & Company est l’une des plus anciennes maisons d’édition des États-Unis. Elle a été fondée en 1866 par Henry Holt et Frederick Leypoldt.
La ligne éditoriale se dessine autour de la fiction américaine et internationale, des biographies, de l’histoire et de la politique, des sciences et des livres pour enfants.
Les bureaux se situent à New York sur la 5e avenue.
Ils publient notamment les auteurs suivants : Paul Auster, Robert Frost, Thomas Pynchon, Salman Rushdie, Gloria Steinem.
Elle fait partie du Georg von Holtzbrinck Publishing Group.

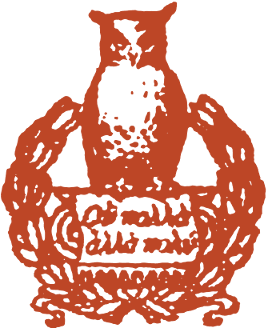
Logo de Henry Holt & Company en 1904.